# Apocalypse the Ride (Six Flags Magic Mountain)
Apocalypse the Ride (eerder Terminator Salvation: The Ride) is een houten achtbaan in het Amerikaanse attractiepark Six Flags Magic Mountain. Apocalypse stond naast de Déjà Vu op de plek van de oude houten achtbaan Psyclone. De achtbaan werd geopend op 23 mei 2009 en is gebouwd door Great Coasters International.